# Trizocheles vaubanae
Trizocheles vaubanae is een tienpotigensoort uit de familie van de Pylochelidae. De wetenschappelijke naam van de soort is voor het eerst geldig gepubliceerd in 2008 door McLaughlin & Lemaitre.